# Quadronno (Mailand)
Quadronno ist ein Stadtteil im südlichen Teil des historischen Zentrum Mailands.

## Geschichte
Der Name Quadronno leitet sich von einem blauen Fluss namens Codrono ab, der sich neben der Basilika von San Celso in der Corso Italia 37 befand. Die Basilika war ein romanischer Tempel aus dem Jahr 840.
Die Gärten der Guastalla sind die ältesten öffentlichen Gärten in Mailand.

## Sehenswürdigkeiten
Quadronno liegt zwischen den Vierteln Crocetta und Corso di Porta Vigentina bis zu den Gärten der Via della Guastalla, Viale Beatrice d’Este-Viale Filippetti (Ecke Via Cassolo) und Corso Italia bis zur Piazza Missori.